# Bartłomiej Matysiak
Bartłomiej Matysiak (11 de septiembre de 1984) es un ciclista profesional polaco que corre actualmente en el equipo Team Hurom.
Toda su carrera deportiva la ha disputado en equipos de Polonia, de hecho la mayoría de sus victorias las ha conseguido en dicho país.

## Palmarés
| 2006 - 1 etapa de la FBD Insurance Rás - Baltyk-Karkonosze Tour, más 1 etapa 2006 - 2.º en el Campeonato de Polonia en Ruta 2008 - Puchar Ministra Obrony Narodowej 2009 - 1 etapa de la Carrera de la Solidaridad y de los Campeones Olímpicos | 2010 - Puchar Ministra Obrony Narodowej 2013 - 1 etapa del Tour de Estonia - Puchar Ministra Obrony Narodowej 2014 - 1 etapa del Tour de Malopolska - 1 etapa del Memorial im. J. Grundmanna J. Wizowskiego - Campeonato de Polonia en Ruta |

## Resultados en las Grandes Vueltas y Campeonatos del Mundo
| Carrera         | 2006 | 2007 | 2008 | 2009 | 2010 | 2011 | 2012 | 2013 | 2014 | 2015  | 2016 | 2017 |
| --------------- | ---- | ---- | ---- | ---- | ---- | ---- | ---- | ---- | ---- | ----- | ---- | ---- |
| Giro de Italia  | -    | -    | -    | -    | -    | -    | -    | -    | -    | 140.º | -    | -    |
| Tour de Francia | -    | -    | -    | -    | -    | -    | -    | -    | -    | -     | -    | -    |
| Vuelta a España | -    | -    | -    | -    | -    | -    | -    | -    | -    | -     | -    | -    |
| Mundial en Ruta | -    | -    | -    | -    | -    | -    | -    | -    | Ab.  | -     | -    | -    |

-: no participa

Ab.: abandono

## Equipos
- Legia (2006-2008)
  - Legia-Bazyliszek (2006)
  - Legia-TV4 (2007)
  - Legia (2008)
- CCC (2009-2016)
  - CCC Polsat Polkowice (2009-2014)
  - CCC Sprandi Polkowice (2015-2016)
- Team Hurom (03.2017-)